# Palais Beaumont
Cet article possède un paronyme, voir Palais de Beaumont.
Pour les articles homonymes, voir Beaumont.
Le palais Beaumont est un édifice situé dans la commune de Pau dans le département français des Pyrénées-Atlantiques en région Nouvelle-Aquitaine. 
Construit de 1895 à 1899, il fut tour à tour palais d'hiver, casino municipal et hôpital pendant la Seconde Guerre mondiale.

## Histoire[1]

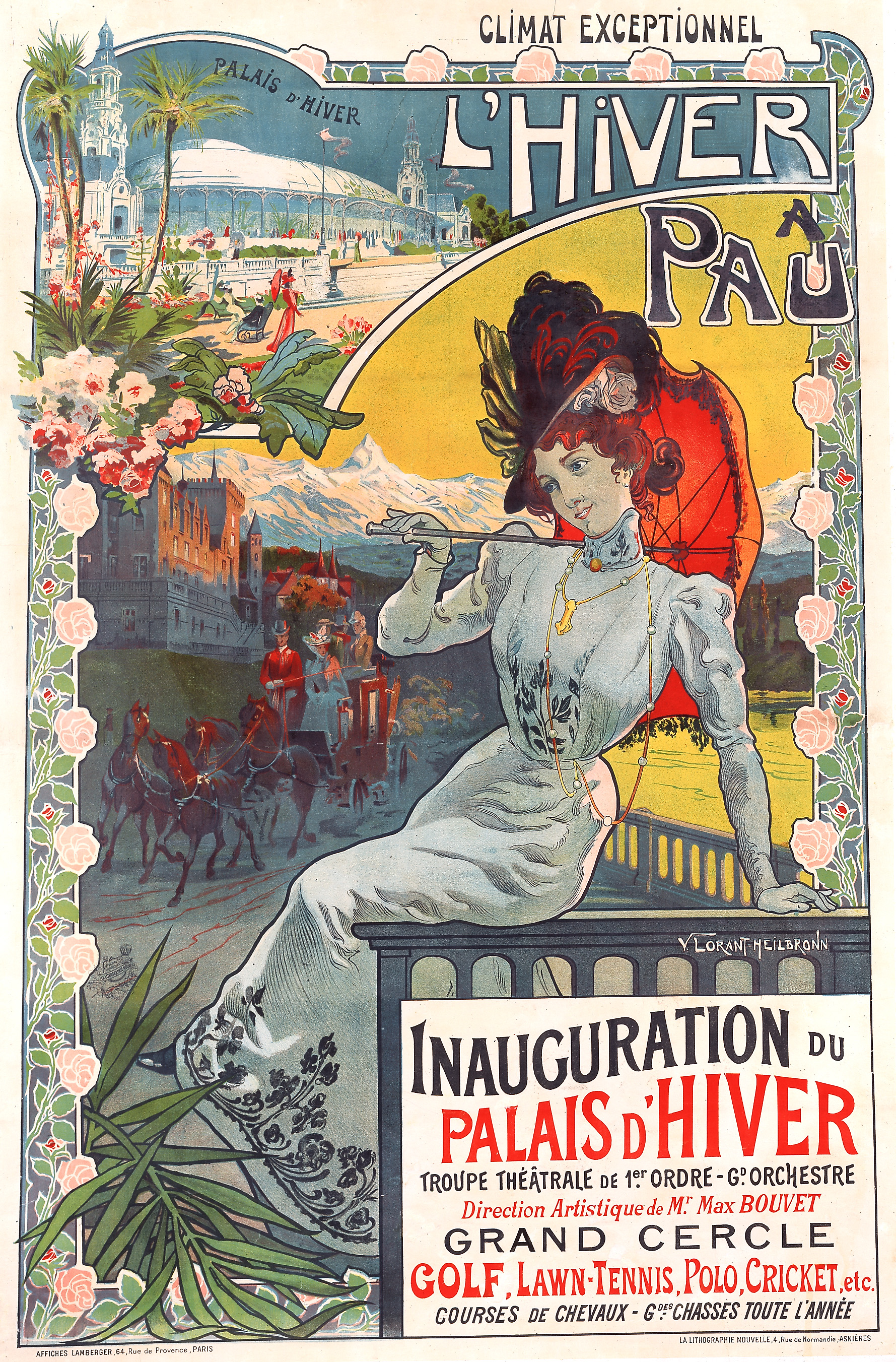
Inauguration du palais Beaumont

À la fin du XIXe siècle, le maire de l'époque Henri Faisans décide de créer dans le parc Beaumont un équipement public destiné aux jeux, aux spectacles, aux fêtes et aux rencontres. 
Il vise notamment les nombreux touristes britanniques qui, chaque hiver, se déplacent à Pau pour la douceur de son climat, sa vue sur les Pyrénées et ses nombreuses activités sportives (golf, sports équestres). 
Le lieu est alors initialement occupé par une villa faisant partie de l'actuel parc Beaumont, qui en constituait alors ses jardins et ayant jadis appartenu à la célèbre poétesse Anna de Noailles qui en céda la propriété à la Ville de Pau.
Le maire engage alors l'architecte Émile Bertrand pour concevoir le nouvel édifice dans un style Néo-rococo typique de la Belle Époque. 
Le palais Beaumont est ainsi constitué de deux campaniles de 35 mètres de hauteur encadrant un palmarium de métal et de verre de forme elliptique ainsi que deux pavillons symétriques dont un seul subsiste aujourd'hui.
Inauguré en 1900, il reste pendant 15 ans, le centre de la vie paloise : représentations théâtrales, fêtes somptueuses, lieu de rencontre et de détente célébré par de nombreux écrivains.
En 1927, le nouveau maire Alfred de Lassence signe une convention avec la Société des Casinos de Cannes et de Deauville pour l’exploitation du palais d’hiver. 
L'architecte Georges Wybo transforme le palais Beaumont en détruisant le palmarium et un pavillon, cassant alors la symétrie de l'édifice, pour la construction d'un grand hall rectangulaire et d'une rotonde semi-circulaire, le tout dans un style néoclassique identique à celui du casino de Deauville.
Après l’intermède de la Seconde Guerre mondiale, où le Casino servira d’hôpital, le Casino se dégrade lentement après des travaux de maintenance mal conçus. 
Une fresque est réalisée par E.Ledoux en 1897, très dégradée, elle est restaurée à l'identique par le peintre palois Y. Charreton en 2000.  
À cette occasion, André Labarrère, alors maire de la commune, engage à partir de 1997 la rénovation du palais Beaumont afin de lui redonner tout le charme des années 1930, accompagné d'un caractère plus contemporain. 
Le nouveau palais Beaumont est finalement inauguré le 21 janvier 2000.

## Aujourd'hui
Le palais Beaumont dispose de nombreuses salles et accueille un centre de congrès. Le centre de congrès permet l'accueil maximal de 750 personnes pour l'organisation de congrès d'entreprises, de conférences, d'expositions, de séminaires ou d’événements privés.
Le Palais accueillait jusqu'à mai 2019 le Casino de Pau, géré par le groupe Tranchant. Ce dernier a choisi de déporter son casino dans de nouveaux locaux dans le Nord de Pau, près de l'Hippodrome.

## Galerie

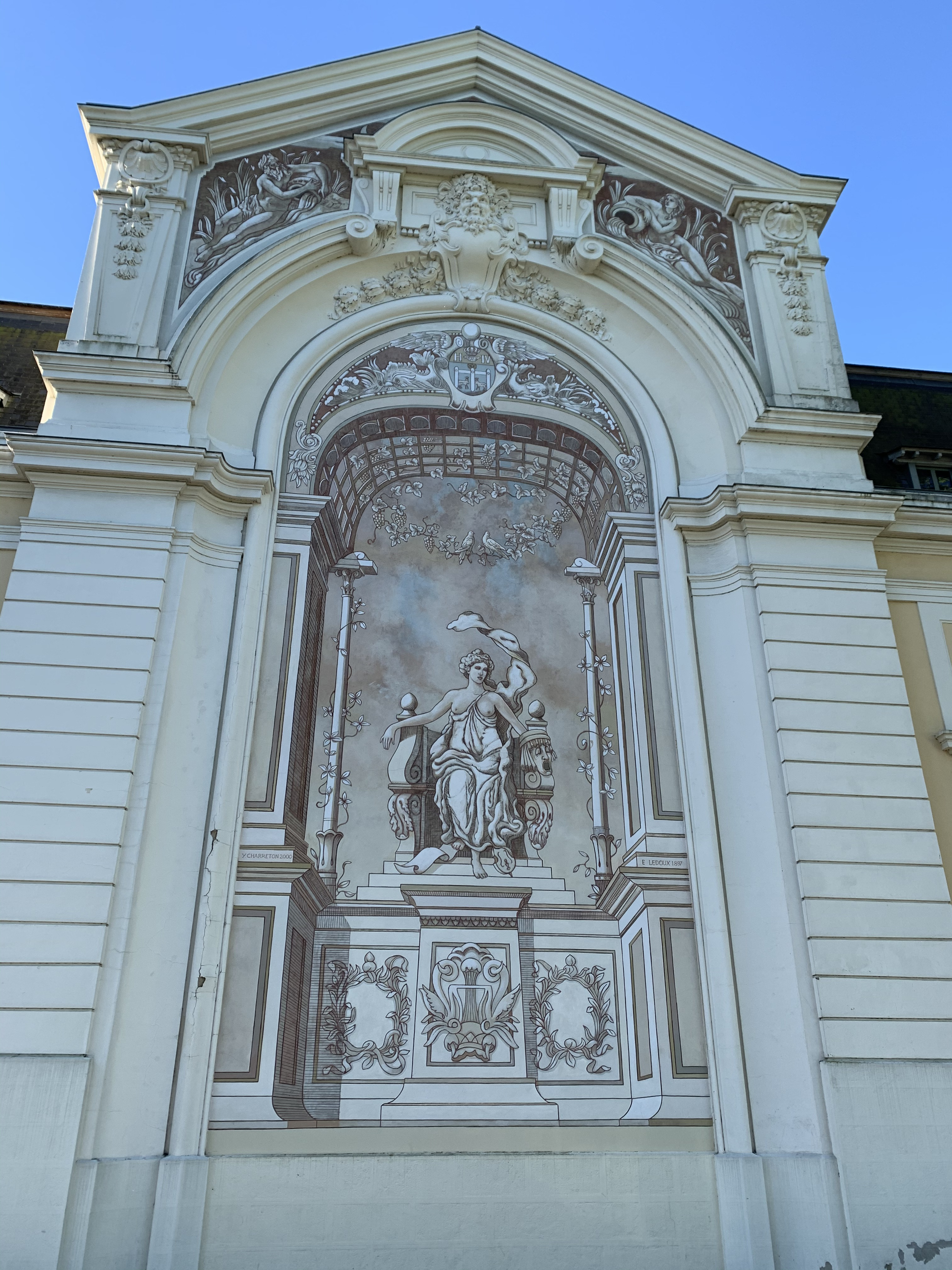
Fresque du palais Beaumont.